# Alberto Castillo (Künstler)

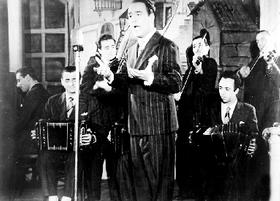
Alberto Castillo

Alberto Castillo (* 7. Dezember 1914 in Buenos Aires, Argentinien; † 23. Juli 2002 ebenda) war ein argentinischer Tangosänger und Schauspieler.

## Leben
Alberto Castillo wurde als Alberto Salvador De Luca im Stadtteil Mataderos in Buenos Aires geboren. Seine Eltern waren die italienischen Immigranten Salvador De Luca und Lucia Di Paola. Er gab sein Debüt als Sänger in den 1930er Jahren, ab 1941 nahm er auch Schallplatten auf. Kurz darauf hatte er einen Hit mit seiner Interpretation von Alfredo Pelalas Lied „Recuerdo“.

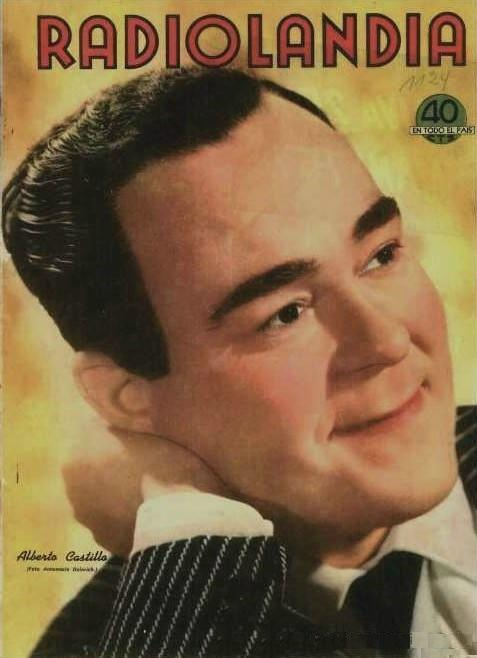
Alberto Castillo, 1949

Mit seinem Gespür für Rhythmus und seiner Neigung, heiser zu werden, wurde Castillo zum wichtigsten Interpreten der afro-argentinischen Genres Candombe und Milonga.
Eine seiner erfolgreichsten Aufnahmen war „Cien Barrios Porteńos“ (Die 100 Barrios von Buenos Aires), was dazu führte, dass Moderatoren ihn als „Sänger der 100 Barrios“ ankündigten.
Ab 1946 trat Castillo auch in einer Reihe argentinischer Filme auf.
Castillo war auch ausgebildeter Arzt. Diese Tatsache überzeugte die Eltern seiner Verlobten, ihre Tochter Castillo heiraten zu lassen (nur ein „Tangosänger“ zu sein, wäre nicht genug gewesen). In dem Film „Luna de Avellaneda“ wird auf seine Ausbildung angespielt, als Castillo nach einem Auftritt beim Karneval als Geburtshelfer einspringt.
Eine seiner letzten Aufnahmen war eine Cover-Version seines Candombe-Hits „Siga el Baile“ zusammen mit der argentinischen Band Los Auténticos Decadentes. Castillo ist auf dem Friedhof Chacarita beerdigt.